# Ceragenia aurulenta
Ceragenia aurulenta là một loài bọ cánh cứng trong họ Cerambycidae.